# Mervan Çelik
Pour les articles homonymes, voir Çelik.
Mervan Çelik, né le 26 mai 1990 à Göteborg, est un joueur de football suédois et turc. Il évolue au poste de milieu de terrain à  Amed SK.

## Carrière

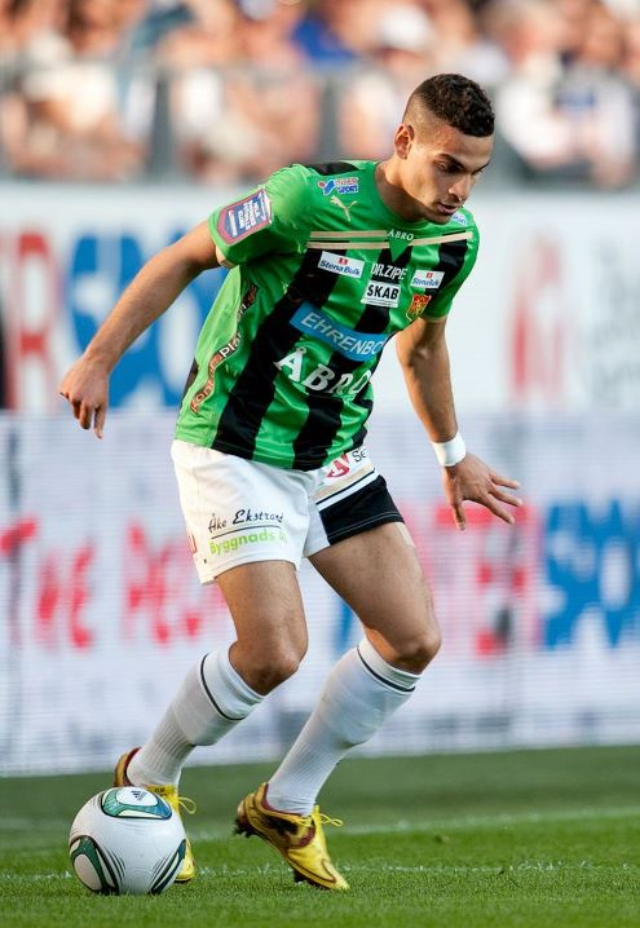
Çelik avec le GAIS en 2011

Çelik est issu d'une famille kurde de Turquie. Formé au BK Häcken, il fait ses débuts avec le GAIS en Allsvenskan le 20 juillet 2008,. En fin de son contrat au GAIS fin 2011, Çelik signe en Écosse aux Glasgow Rangers, qui dépose le bilan deux mois plus tard. Il retourne alors au GAIS.
Mervan Çelik joue ensuite au Delfino Pescara 1936 en Italie, puis part au Gençlerbirliği Spor Kulübü en Turquie en 2013. En 2015, il est transféré au Akhisar Belediyespor.
En 2008-2009 et 2011-2012, il est sélectionné en équipe de Suède des moins de 19 ans puis en équipe de Suède espoirs.
En 2021-2022, il s’engage avec le club turc-kurde de Amed SK.

## Statistiques
| Saison                | Club                  | Championnat           | Championnat | Championnat | Coupe(s) nationale(s) | Coupe(s) nationale(s) | Total | Total |
| Saison                | Club                  | Division              | M.          | B.          | M.                    | B.                    | M.    | B.    |
| 2008                  | GAIS                  | Allsvenskan           | 8           | 0           | 0                     | 0                     | 8     | 0     |
| 2009                  | GAIS                  | Allsvenskan           | 6           | 1           | 0                     | 0                     | 6     | 1     |
| 2010                  | GAIS                  | Allsvenskan           | 27          | 3           | 0                     | 0                     | 27    | 3     |
| 2011                  | GAIS                  | Allsvenskan           | 27          | 14          | 2                     | 0                     | 29    | 14    |
| Sous-total            | Sous-total            | Sous-total            | 68          | 18          | 2                     | 0                     | 70    | 18    |
| 2011-2012             | Glasgow Rangers       | Premier League        | 5           | 0           | 1                     | 0                     | 6     | 0     |
| 2012                  | GAIS                  | Allsvenskan           | 14          | 2           | -                     | -                     | 14    | 2     |
| 2012-2013             | Delfino Pescara       | Serie A               | 23          | 4           | 1                     | 0                     | 24    | 4     |
| Sous-total            | Sous-total            | Sous-total            | 42          | 6           | 2                     | 0                     | 44    | 6     |
| 2013-2014             | Gençlerbirliği SK     | Süper Lig             | 21          | 2           | 2                     | 0                     | 23    | 2     |
| 2014-2015             | Gençlerbirliği SK     | Süper Lig             | 27          | 5           | 9                     | 2                     | 36    | 7     |
| Sous-total            | Sous-total            | Sous-total            | 48          | 7           | 11                    | 2                     | 59    | 9     |
| 2015-2016             | Akhisar Belediyespor  | Süper Lig             | 5           | 0           | 8                     | 4                     | 13    | 4     |
| Sous-total            | Sous-total            | Sous-total            | 5           | 0           | 8                     | 4                     | 13    | 4     |
| Total sur la carrière | Total sur la carrière | Total sur la carrière | 163         | 31          | 23                    | 6                     | 186   | 37    |

## Palmarès
Vierge